# Kentropyx striata
Kentropyx striata — вид ящірок родини теїдових (Teiidae). Мешкає в Південній Америці.

## Поширення і екологія
Kentropyx striata мешкають на півночі Південної Америки, зокрема в Бразилії (Пара, Амапа, Рорайма), Суринамі, Гаяні, Венесуели і Колумбії, а також на острові Тринідад, можливо, також у Французькій Гвіані. Вони живуть у вологих прибережних саванах, на болотах і затоплюваних луках. Гріються на сонці. Живляться безхребетними. Відкладають яйця.